# Mario Frick (politikus)
Mario Frick (Chur, 1965. május 8.) liechtensteini jogász, politikus, Liechtenstein miniszterelnöke 1993. december 15. és 2001. április 5. között, az Anyaországi Unió pártjának színeiben. Megválasztása idején ő volt a világ legfiatalabb kormányfője, ugyanis mindössze 28 évesen alakított kormányt.

## Élete
Frick 1985-1989 közötti joggyakorlatot tanult St. Gallenben, és 1991-ben doktorált. Ezután 1993-ig a liechtensteini igazságügyi minisztériumban dolgozott, és Balzers városi tanácsának tagja is volt. 1993 májusában Frick kormányfő-helyettes lett.
Frick váltotta Markus Büchelt a kormányfői poszton, miután az lemondott. Frick vezetésével a Liechtensteini Hercegség népszavazást követően 1995-ben csatlakozott az Európai Gazdasági Térséghez. Emellett regnálása alatt liberalizálták a távközlési szektort, és 1998-ban a liechtensteini hálózat függetlenné vált a svájci hálózattól. A Hazafias Unió 1997-ben képes volt megvédeni abszolút többségét, de 2001 februárjában elveszítette a választásokat. Frick 2001. április 5-ig maradt hivatalában, helyére Otmar Hasler (Haladás Polgári Párt) került. 2002 óta két partnerével saját ügyvédi irodáját vezeti és egy vagyonkezelő társaság ügyvezető igazgatója. Frick kiemelkedő szerepet játszott a 2003-as alkotmányos népszavazás körüli politikai vitákban, amelyekben azt javasolták, hogy az uralkodó herceget kapják meg szélesebb jogkörökkel, valamint számos más intézkedést is javasoltak. Frick a változtatások ellen érvelt, amelyeket azonban a választók később jóváhagytak. 2005 és 2014 között a liechtensteini ügyvédi kamara elnöke volt. 2008 óta a balzers-i Bank Frick igazgatóságának elnöke .
1992 óta házas, három gyermeke van.

## Fordítás
Ez a szócikk részben vagy egészben  a   Mario Frick (Politiker) című német Wikipédia-szócikk fordításán alapul.  Az eredeti cikk szerkesztőit annak laptörténete sorolja fel. Ez a jelzés csupán a megfogalmazás eredetét és a szerzői jogokat jelzi, nem szolgál a cikkben szereplő információk forrásmegjelöléseként.